# Atanycolus bignelli
Atanycolus bignelli är en stekelart som först beskrevs av Charles Thomas Brues 1918.  Atanycolus bignelli ingår i släktet Atanycolus och familjen bracksteklar. Inga underarter finns listade.